# Cyprinella formosa
Cyprinella formosa é uma espécie de peixe actinopterígeo da família Cyprinidae.
Apenas pode ser encontrada no México.